# Krležijana
Krležijana je enciklopedija o životu i radu Miroslava Krleže, književnika i utemeljitelja Jugoslavenskog leksikografskoga zavoda, objavljena 1993. godine povodom stote obljetnice Krležina rođenja u izdanju Leksikografskog zavoda Miroslav Krleža. 
Ovom enciklopedijom Leksikografski zavod želio se »odužiti Miroslavu Krleži kao svom utemeljitelju, dugogodišnjem ravnatelju i redaktoru enciklopedijskih izdanja.« Oko ovoga enciklopedijskog projekta okupili su se povjesničari književnosti, kritičari i teoretičari, koji su obradili oko 2000 enciklopedijskih članaka te dodatak Bibliografija Miroslava Krleže kao posebni 3. svezak s bibliografijom Krležinih djela i popisom literature o samome autoru.
U posebnim člancima obrađena su i najvažnija Krležina izražajna sredstva, u velikim kompleksnim natuknicama obrađen je Krležin odnos prema jeziku i njegov autorski stil. U nizu natuknica predstavljena su i osnovna tematska područja Krležina interesa.
Kroz enciklopediju analiziraju se Krležini stavovi o kazališnoj umjetnosti te izlaže povijest kazališnih uprizorenja njegovih djela; Krležini pogledi na film, i rad na filmskim scenarijima; priložen je pregled filmova rađenih po motivima Krležinih djela te dokumentarnih filmova posvećenih Krleži; obrađeni su svi Krležini važniji tekstovi (manje važni obrađeni su u skupnim člancima: intervjui, korespondencija, ratna publicistika); svi književni žanrovi kojima se Krleža bavio; poetski ciklusi; važnije knjige (one u kojima se prvi put pojavljuju određeni Krležini tekstovi).
Leksikografski je zavod 2011. godine, povodom obilježavanja 60 godina Leksikografskog zavoda i 30 godina od smrti Miroslava Krleže, objavio mrežno izdanje Krležijane.

## O izdanju
- Godina izdanja: 1993.
- Glavni urednik: Velimir Visković
- Broj članaka: 2149
- Broj stranica: 1593
- Broj ilustracija: 103

## Vanjske poveznice
- Enciklopedija o Miroslavu Krleži  Arhivirana inačica izvorne stranice od 5. studenoga 2012. (Wayback Machine)
- Krležijana online